# 南城街道 (东莞市)
南城街道，通称“南城区”，是中华人民共和国广东省东莞市下辖的一个街道，同时是东莞市的政府驻地。

## 历史沿革
今南城所属区域，在元朝和明朝时期属东莞县恩德乡第十都，在清乾隆十九年（1754年）属缺口司，在民国23年（1934年）属东莞县第一区，在1949年10月17日东莞归属共产党政权后属东莞县第二区，在1953年3月属东莞县第一区和第十二区（1955年9月，第一区更名附城区，第十二区更名厚街区）。
1957年3月到12月，撤销区级行政机构设立大乡建制，篁村大乡设立，此为南城作为行政区划的开始。1958年9月，篁村大乡撤销，其地归属附城人民公社管辖。附城公社于1961年6月分出篁村公社，于1963年3月将篁村公社并入，于1966年3月再次分出篁村公社。1983年10月，废除人民公社体制，篁村公社改为篁村区公所。篁村区公所与莞城镇政府于1985年3月合署办公，并于1986年2月合并为莞城区街道。1987年10月，莞城区街道拆分为城内区街道、城外区街道、篁村区街道，其中篁村区街道辖原篁村区公所地域。2001年10月，篁村区街道更名为南城街道。

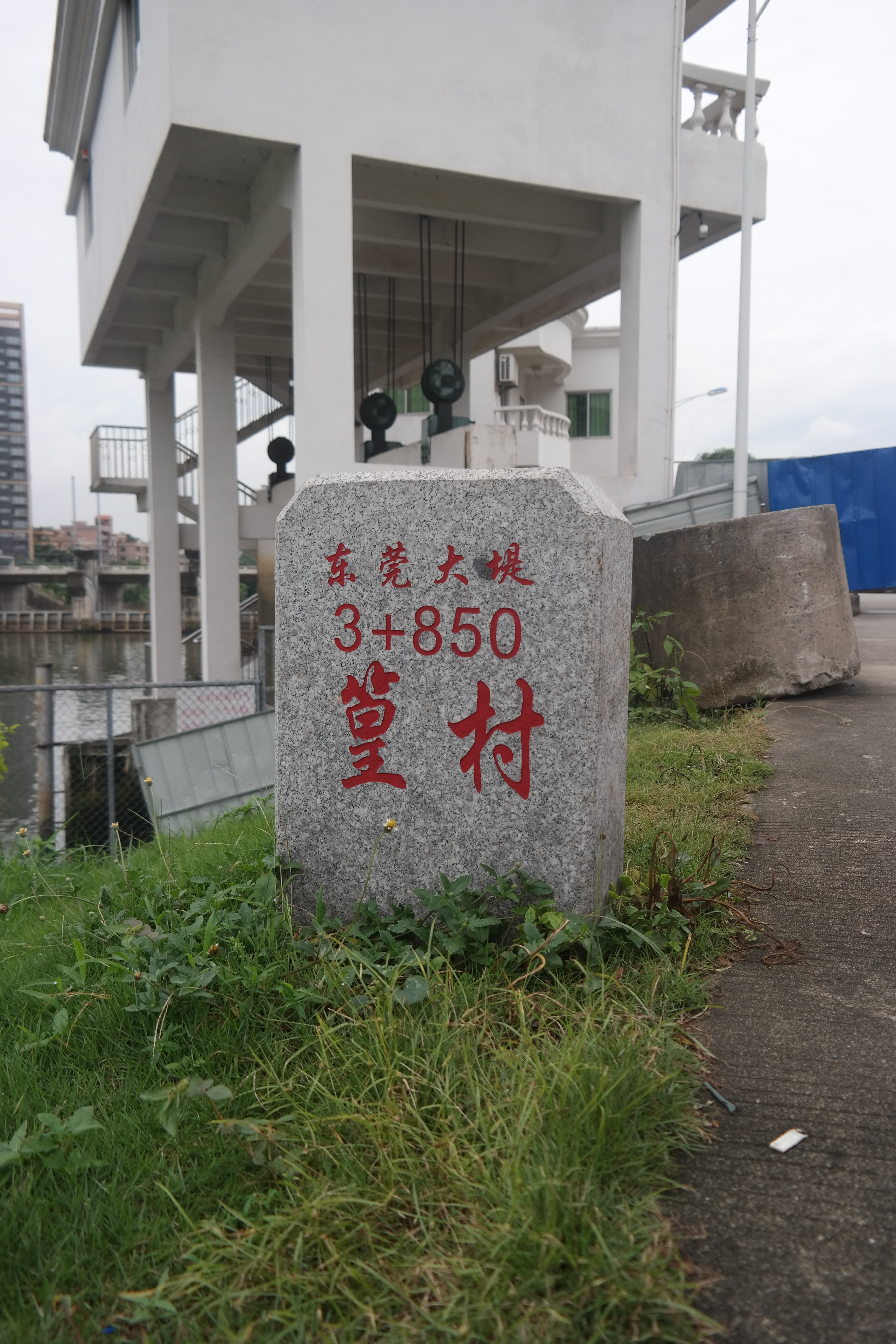
标记有“篁村”字样的行政区划界石

## 地理
南城街道位于东莞市中部偏西南，在城市中心区之南，东部与东城街道接壤，南部与厚街镇、大岭山镇接壤，西部与万江街道隔河相望，北部与莞城街道接壤。面积56.6平方公里。地势北低南高，东南部多山岭，属丘陵地带，地面高度在海拔130-150米之间；西北部为冲积平原，属东江南支流水域地带。
南城地处北回归线以南，属亚热带海洋性季风气候，具有夏长无冬、阳光充足、雨量充沛、气候温和、温差振幅小、季风明显的特点。受地形的影响，东部丘陵地区气温稍低，西部冲积平原地区气温稍高，全年平均气温在21℃—22.2℃之间，以1月气温最低，7月平均气温最高。境内降雨主要分三类：2到4月受冷空气影响造成的低温阴雨，雨量一般不大，但温度低，阴雨时间长，阳光不足；4到6月受高空槽和静止锋（冷锋）影响造成的前汛期降雨，雨量雨势较大，雨量集中，造成灾患；7—9月的台风雨，是抗击台风侵袭的主要时期。
南城常住人口约65万人，其中户籍人口约13万人，外来人口52万人。

## 经济
2019年，南城全年街道生产总值达612.8亿元人民币。南城的商贸科技环境优越，2019年有国家高新技术企业306家，符合条件申报国家高新技术企业的111家；登记在册的市场主体7.5万户，其中企业总量近5万户。南城的金融业繁荣，2019年末，各类金融机构为269家，其中银行、证券和保险机构共233家，华夏保险区域总部落户南城，银行和保险市级总部均占全市的一半以上；全年金融业实现税收36.1亿元人民币，占全街道同期总税收的22.9%，为街道的重要贡献支柱行业。

## 旅游
南城内有多个东莞市城市公共设施，如东莞市行政中心广场、国际会展中心、会议大厦、玉兰大剧院、博物馆、科技馆、东莞图书馆、东莞青少年活动中心、东莞市植物园，自然历史文化设施有蚝岗遗址博物馆、水濂山森林公园、水濂湖公园、度香亭公园。

## 行政区划
南城街道下辖：鸿福社区、元美社区、胜和社区、亨美社区、三元里社区、篁村社区、新基社区、周溪社区、袁屋边社区、白马社区、石鼓社区、蛤地社区、西平社区、水濂社区、雅园社区、新城社区和宏远社区。

## 人口
根据第七次全国人口普查数据，截至2020年11月1日零时，南城街道常住人口约41.83万人。

## 著名品牌
- 广东宏远篮球俱乐部[9]

## 图库

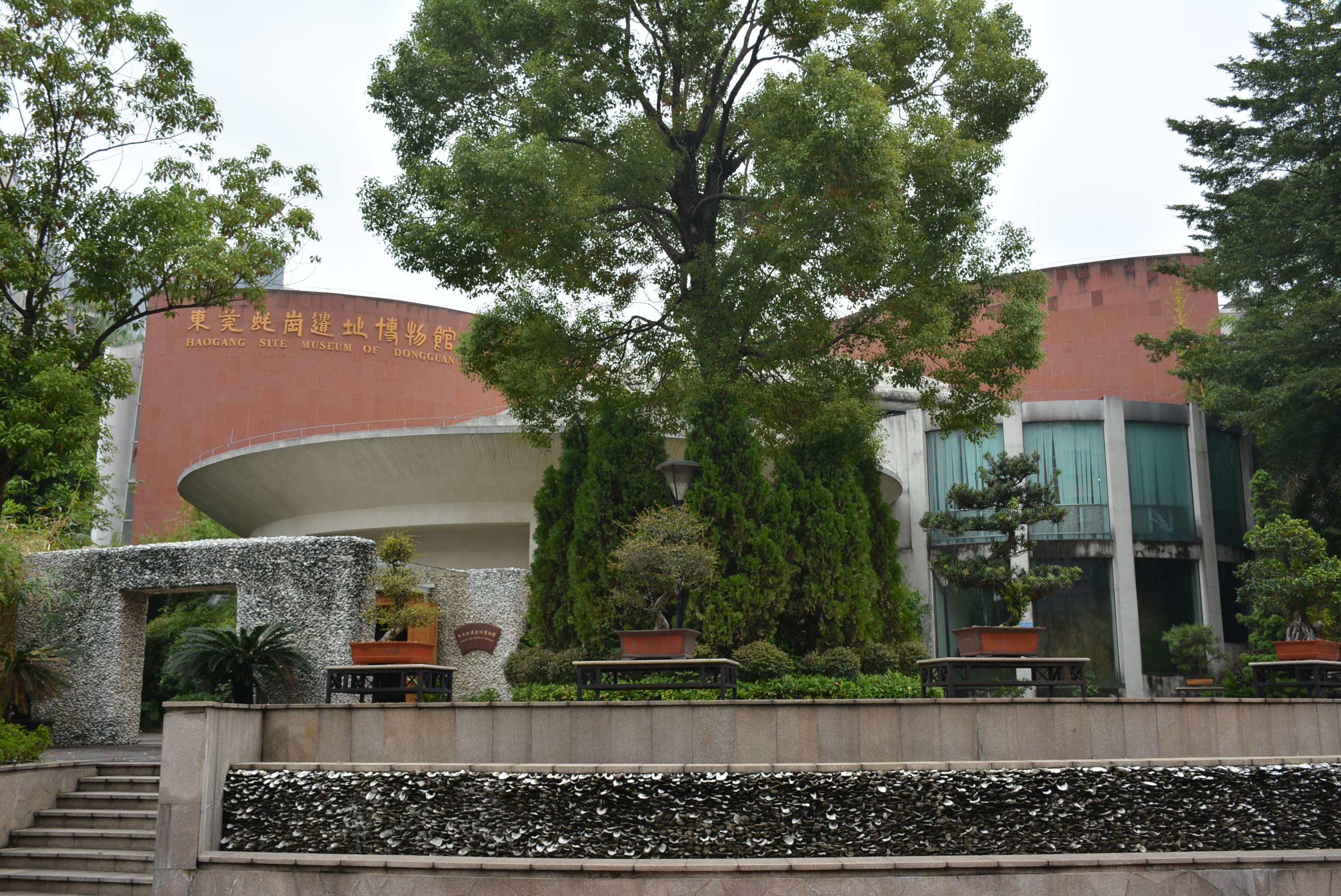
蚝岗遗址博物馆
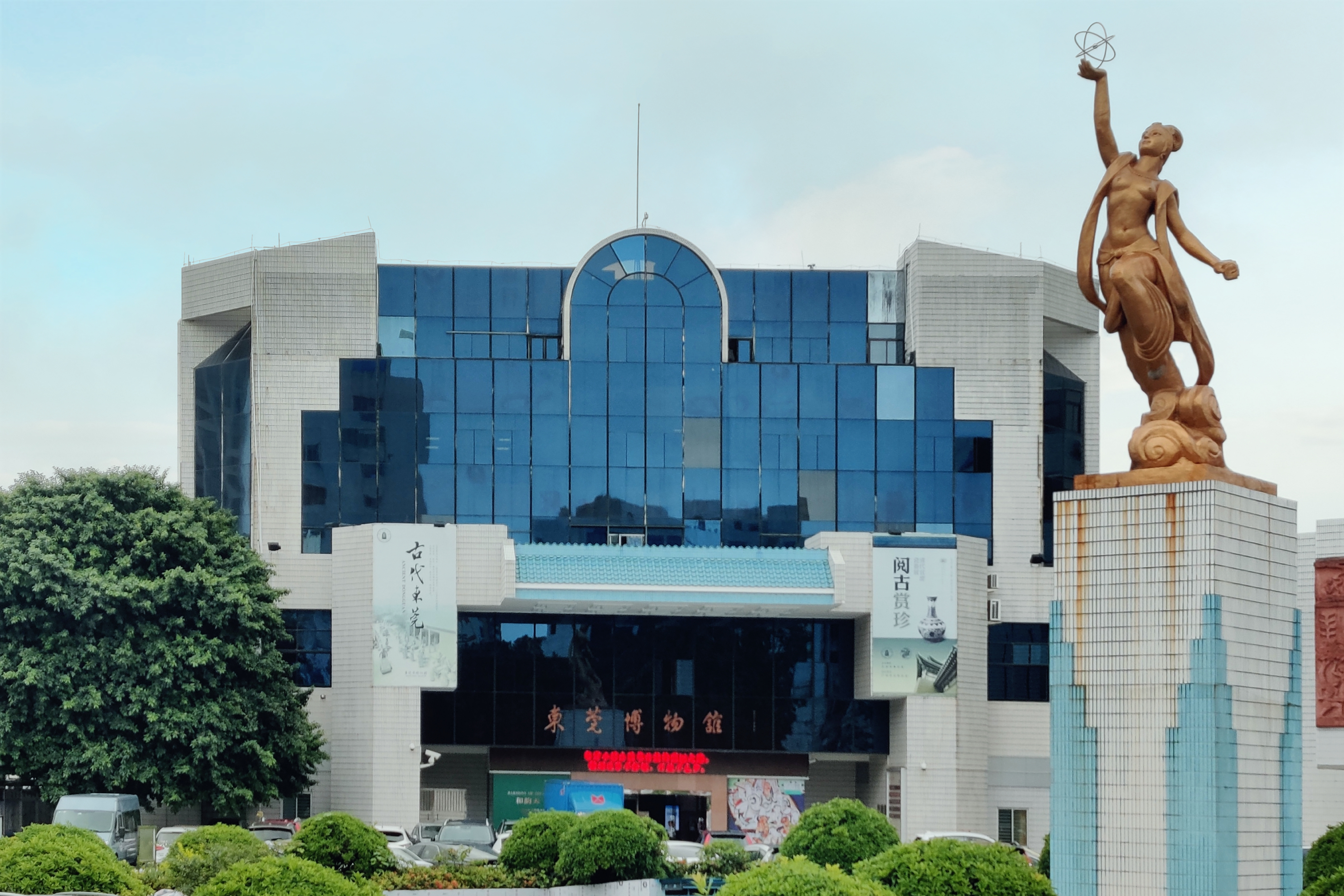
东莞博物馆
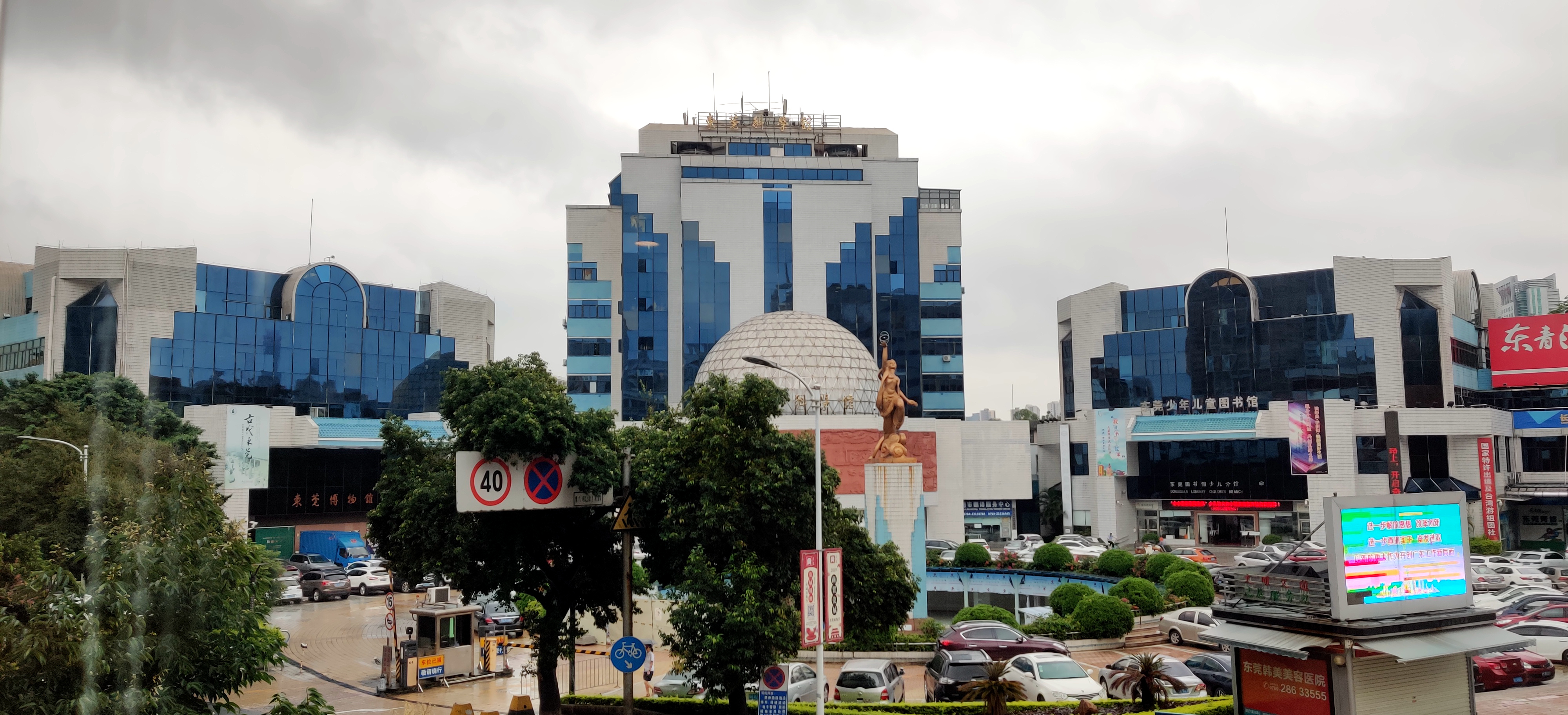
东莞博物馆、科技馆、少儿图书馆
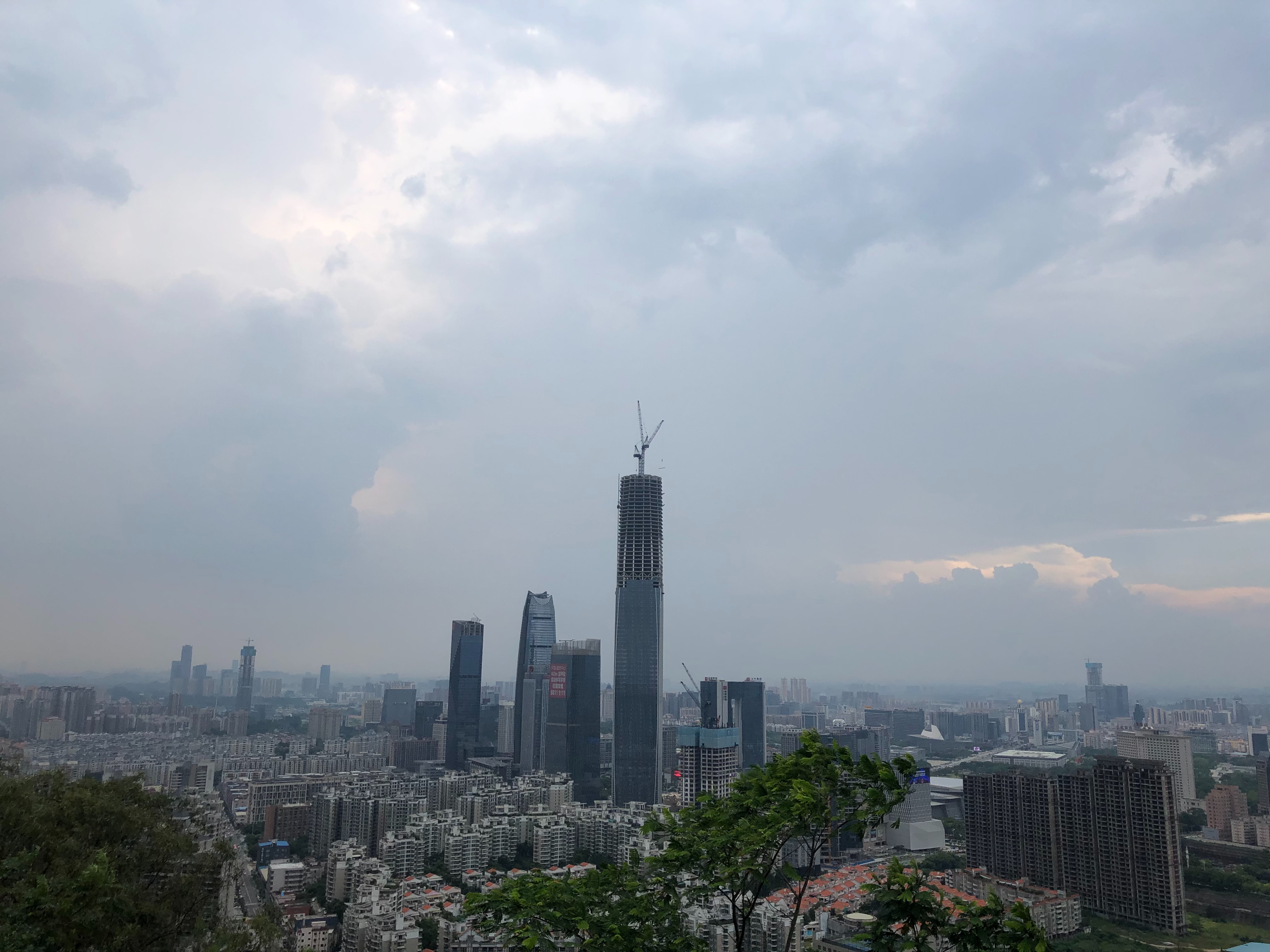
旗峰山顶看南城
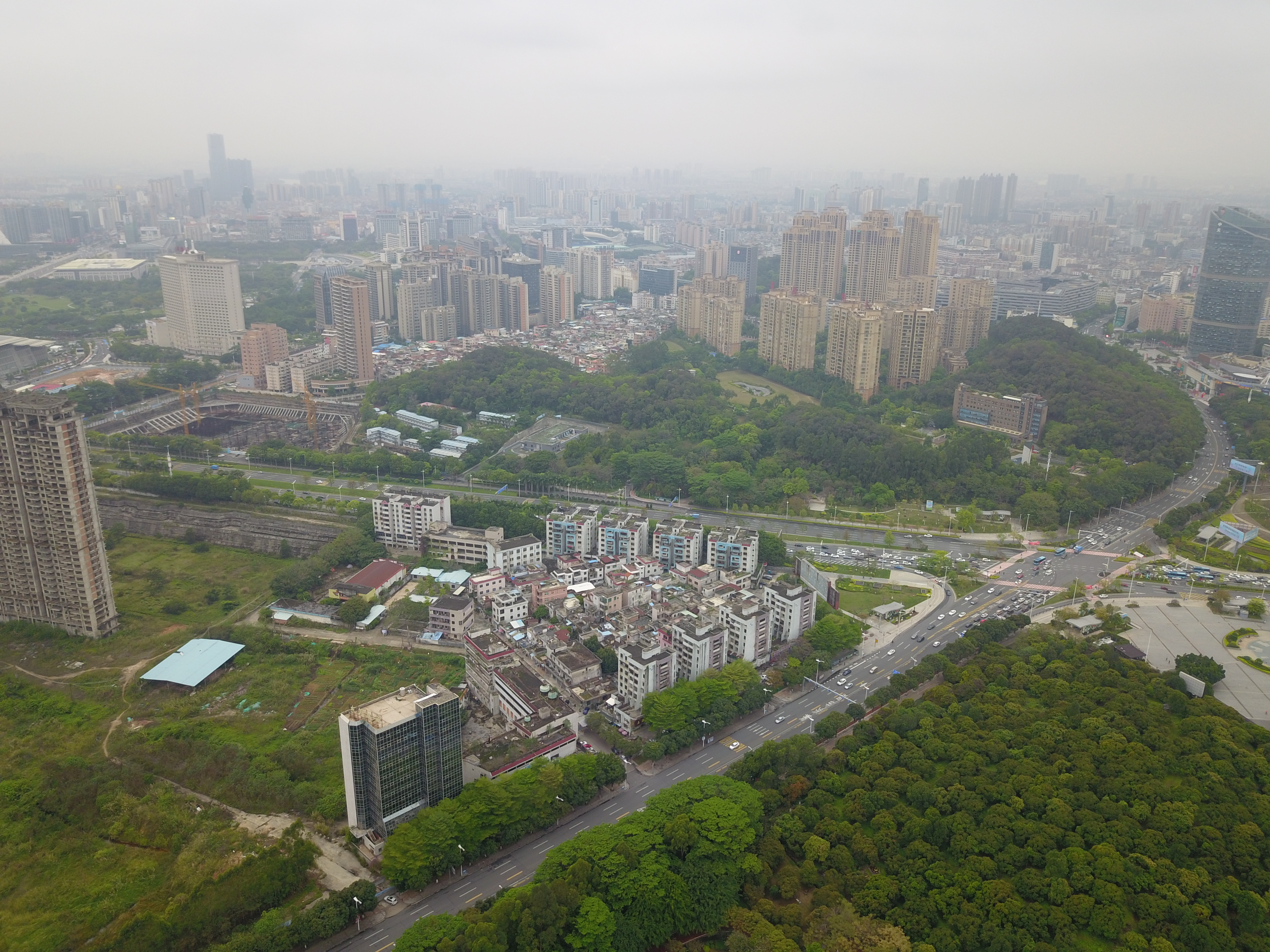
东莞南城航拍
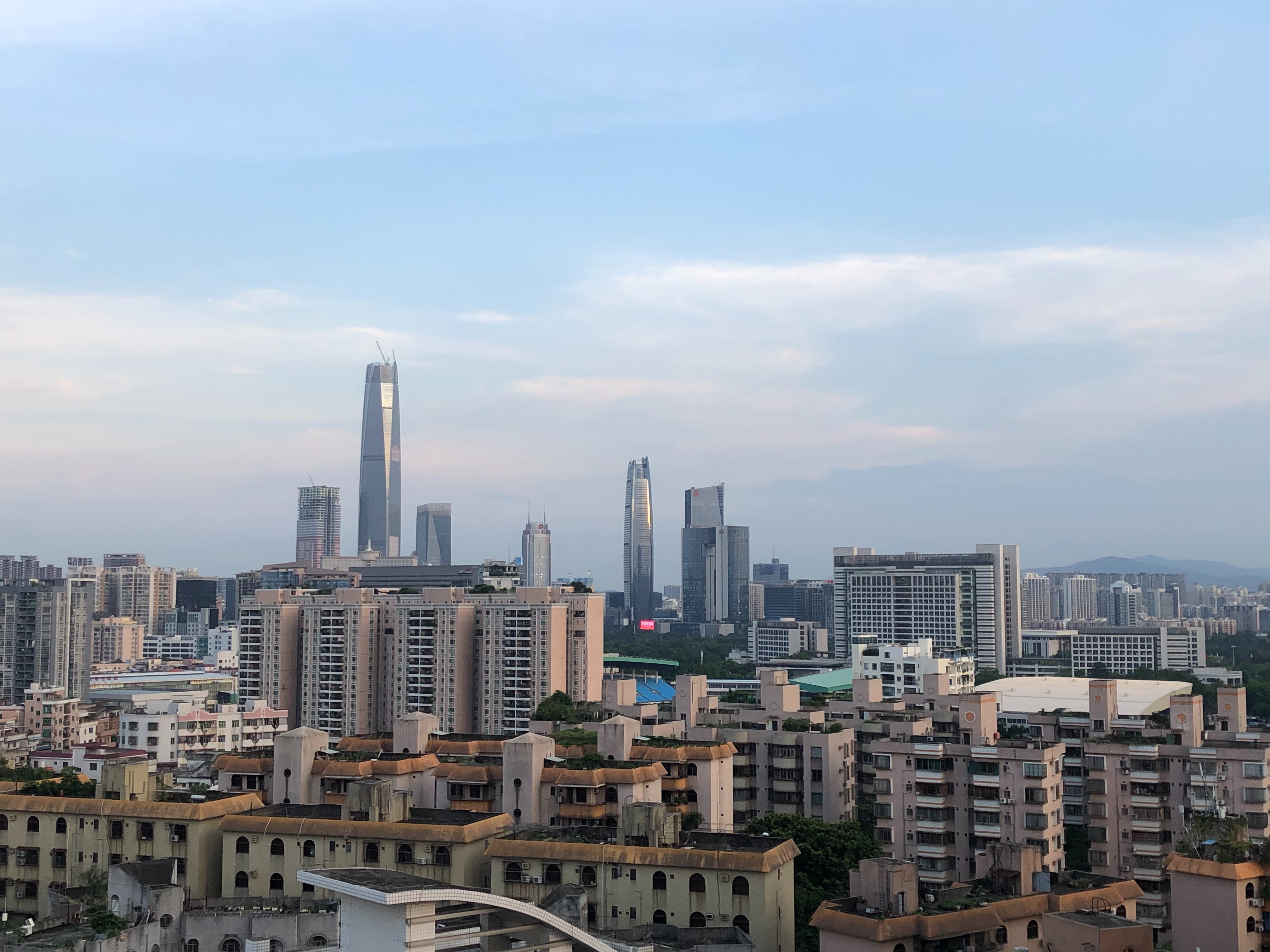
东莞南城屋顶